# Sollevamento pesi ai Giochi della XIX Olimpiade
Le competizioni di sollevamento pesi dei Giochi della XIX Olimpiade del 1968, disputate in Messico, furono considerate valide anche come 42º campionati mondiali di sollevamento pesi organizzati dalla International Weightlifting Federation, e si svolsero dal 13 al 19 ottobre 1968 presso il Teatro de los Insurgentes di Città del Messico.
Come a Tokyo 1964 si sono disputate 7 categorie come segue:
| Categoria            | 1968      |
| -------------------- | --------- |
| Pesi gallo           | - 56 kg   |
| Pesi piuma           | - 60 kg   |
| Pesi leggeri         | - 67,5 kg |
| Pesi medi            | - 75 kg   |
| Pesi massimi-leggeri | - 82,5 kg |
| Pesi mediomassimi    | - 90 kg   |
| Pesi massimi         | + 90 kg   |

## Podi
| Evento                          | Oro                  | Perform. | Argento          | Perform. | Bronzo           | Perform. |
| Pesi gallo (dettagli)           | Mohammad Nassiri     | 367,5    | Imre Földi       | 367,5    | Henryk Trębicki  | 357,5    |
| Pesi piuma (dettagli)           | Yoshinobu Miyake     | 392,5    | Dito Šanidze     | 387,5    | Yoshiyuki Miyake | 385,0    |
| Pesi leggeri (dettagli)         | Waldemar Baszanowski | 437,5    | Parviz Jalayer   | 422,5    | Marian Zieliński | 420,0    |
| Pesi medi (dettagli)            | Viktor Kurencov      | 475,0    | Masashi Ōuchi    | 455,0    | Károly Bakos     | 440,0    |
| Pesi massimi-leggeri (dettagli) | Boris Selickij       | 485,0    | Vladimir Beljaev | 485,0    | Norbert Ozimek   | 472,5    |
| Pesi mediomassimi (dettagli)    | Kaarlo Kangasniemi   | 517,5    | Jaan Talts       | 507,5    | Marek Gołąb      | 495,0    |
| Pesi massimi (dettagli)         | Leonid Žabotyns'kyj  | 572,5    | Serge Reding     | 555,0    | Joseph Dube      | 555,0    |

## Medagliere
| Posizione | Paese            |   |   |   | Totale |
| --------- | ---------------- | - | - | - | ------ |
| 1         | Unione Sovietica | 3 | 3 | 0 | 6      |
| 2         | Giappone         | 1 | 1 | 1 | 3      |
| 3         | Iran             | 1 | 1 | 0 | 2      |
| 4         | Polonia          | 1 | 0 | 4 | 5      |
| 5         | Finlandia        | 1 | 0 | 0 | 1      |
| 6         | Ungheria         | 0 | 1 | 1 | 2      |
| 7         | Belgio           | 0 | 1 | 0 | 1      |
| 8         | Stati Uniti      | 0 | 0 | 1 | 1      |
| Totale    | Totale           | 7 | 7 | 7 | 21     |